# Discoverer 28

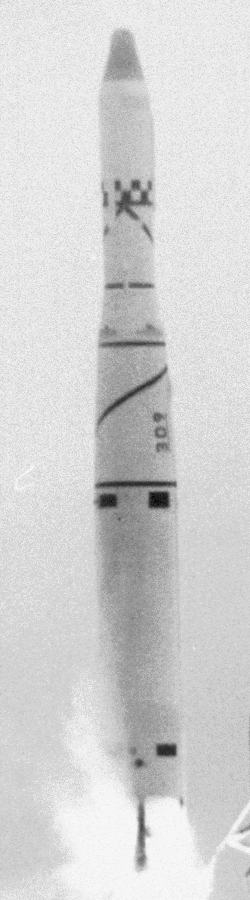
Rakieta nośna Thor Agena B, z satelitą Discoverer 28

 Discoverer 28 — amerykański satelita wywiadowczy. Stanowił część tajnego programu CORONA. Należał do serii KH-2, tego programu. 
Start, który odbył się z kosmodromu Vandenberg, w dniu 4 sierpnia 1961, o godzinie 00:01 GMT (stąd data 3 sierpnia w niektórych źródłach angielskojęzycznych), nie powiódł się. Przyczyną nieosiągnięcia orbity przez satelitę była awaria układu naprowadzania w członie Agena B, w wyniku czego silniki wygenerowały za mały ciąg. Niepowodzenie to oznaczono w katalogu COSPAR, jako 1961-F08.
Satelita był własnością amerykańskiego wywiadu (dzisiejszej CIA), a zbudowała go firma Lockheed Martin.
Inne nazwy misji, to: Corona 28, CORONA 9021, KH-5 9021, Agena B 1111, FTV-1111. Oznaczeniem kapsuły powrotnej było SRV 512.